# 지니어스 독
《지니어스 독》(영어: Think Like a Dog)은 2020년 공개된 미국의 가족 SF 코미디 영화이다. 길 영거가 감독과 각본을 맡았다. 조시 더멜, 메건 폭스, 게이브리얼 베이트먼 등이 출연하였다. 2020년 6월 인터넷 텔레비전 서비스로 공개되었다.

## 줄거리
12세의 과학 영재인 올리브는 과학 실험을 실패하여 개인 헨리와 텔레파시로 대화를 할 수 있게 된다. 올리버와 헨리는 힘을 합쳐 가족이 떨어지게 되지 않게 하기 위해 계획을 실행한다.

## 출연
- 조시 더멜 - 루커스 리드 역
- 메건 폭스 - 엘런 리드 역
- 게이브리얼 베이트먼 - 올리브 리드 역
- 쿠날 나이어 - 밀스 씨 역
- 토드 스태슈윅 - 헨리 목소리 역
- 재닛 몽고메리 - 브리짓 역
- 줄리아 존스 - 무뇨스 요원 역
- 브라이언 캘런 - 캘런 요원 역
- 허우밍하오 - 샤오 역
- 아이작 왕 - 리 역
- 매디슨 호처 - 소피 역

## 제작
2016년 9월에 길 영거가 감독과 각본을 맡고, 앤드루 러자는 제작을 할 것이라고 발표하였다.
조시 더멜과 메건 폭스의 캐스팅과 함께 2018년 3월까지 영화에 대한 추가 발표는 없었다. 촬영은 5월 뉴올리언스에서 시작되었다.

## 공개
2020년 6월 9일 라이언스게이트를 통해 프리미엄 VOD를 통해 출시되었다.

## 평가
2020년 8월 기준, 영화는 10개의 리뷰를 기준으로 로튼 토마토에서 70%를 기록하고 있으며 평균 평점은 6.07 / 10이다.